# Barbara Gittings
Barbara Gittings (Viena, 31 de juliol de 1932 - Kennett Square, Pennsilvània 18 de febrer de 2007) va ser una destacada activista i bibliotecària nord-americana per la igualtat LGBT. Organitzà el capítol de Nova York de les Daughters of Bilitis (DOB) de 1958 a 1963, editant la seva revista nacional DOB The Ladder de 1963 a 1966 i treballant estretament amb Frank Kameny durant la dècada de 1960 en les primeres línies de piquets que van cridar l'atenció sobre la prohibició d'ocupació de persones gais per part del govern dels Estats Units.
Les seves primeres experiències d'intentar aprendre més sobre el lesbianisme van impulsar la seva feina a les biblioteques. A la dècada de 1970, Gittings es va involucrar en l'American Library Association, especialment al seu caucus gai, el primer d'una organització professional, per tal de promoure literatura positiva sobre l'homosexualitat a les biblioteques. Va formar part del moviment per aconseguir que l'Associació Americana de Psiquiatria abandonés l'homosexualitat com a malaltia mental el 1972. La seva autodenominada missió de vida era arrencar el "vel d'invisibilitat" relacionat amb l'homosexualitat, que fins llavors s'havia associat amb el crim i la malaltia mental.
Te el mèrit de ser guardonada com a American Library Association Honorary Membership, i l'ALA va nomenar un premi anual a la millor novel·la gai o lesbiana com el Barbara Gittings Award o Premi Stonewall. La National LGBTQ Task Force, mes coneguda per les sigles (GLAAD) també va considerar atorgar amb el seu nom un premi a l'activisme LGTB. En el seu servei commemoratiu, Matt Foreman, el director executiu de GLAAD, va dir: "Què li devem a Barbara? Tot."

## Educació
El pare de Gittings treballava com a diplomàtic dels Estats Units a Àustria. Barbara i els seus germans van assistir a escoles catòliques a Montreal, i a causa de la seva fe catòlica va estar a punt de convertir-se en monja. La seva família va tornar als Estats Units amb l'esclat de la Segona Guerra Mundial i es va establir a Wilmington, Delaware. Tot i que era conscient de la seva atracció per altres noies, Gittings va dir que va sentir per primera vegada la paraula "homosexual" quan va ser rebutjada per ser membre de la National Honor Society a l'escola secundària. Tot i ser una estudiant excel·lent, una professora la va discriminar per les seves "inclinacions homosexuals".
Gittings, en examinar la seva pròpia orientació sexual es va adreçar a un psiquiatre que li va oferir curar-la, però no podia costejar-se les visites mèdiques No tenint ningú amb qui parlar dels temes que l'estaven consumint, va decidir llegir tant com va poder sobre el tema. Trobava molt poc material, i la major part de les troballes descrivia els homosexuals com a "desviats", "pervertits" i "anormals" en llibres de medicina i textos sobre psicologia anormal,. Recordaria en una entrevista de 2001, "Vaig pensar, això no tracta de mi. Aquí no hi ha res sobre l'amor o la felicitat. Hi ha d'haver alguna cosa millor". La seva investigació va ocupar tant del seu temps a Northwestern que va acabar fracassant a l'escola. Gittings va trobar un propòsit durant aquest temps, dient: "La meva missió no era obtenir una educació general sinó esbrinar sobre mi i com seria la meva vida. Així que vaig deixar d'anar a classes i vaig començar a anar a la biblioteca. No hi havia organitzacions a les quals recórrer en aquells dies només les biblioteques estaven segures, tot i que la informació continguda era desoladora."

### Adolescència
Als 17 anys, va tornar del nord-oest després d'haver fracassat a l'escola i incapaç d'explicar per què a la seva família. Però es va veure obligada a continuar la seva recerca d'informació. Algunes a les novel·les disponibles en aquell moment a les quals va tenir accés: El bosc de la nit, The Well of Loneliness i Extraordinary Women. El seu pare, en descobrir a la seva habitació The Well of Loneliness va quedar tan consternat, que li va ordenar que cremés el llibre a través d'una carta, perquè no va poder parlar-li cara a cara. Encara amb ganes d'aprendre més sobre l'homosexualitat, Gittings va fer un curs nocturn de psicologia anormal on va conèixer una dona, amb amb la que va tenir una breu i primera relació. Als 18 anys, va marxar de casa per estar sola i es va traslladar a Filadèlfia.
Gittings va començar a fer autoestop els caps de setmana a la ciutat de Nova York, vestida d'home, per visitar bars gais, ja que no en coneixia cap a Filadèlfia, i tampoc cap altre lloc on anar per "connectar-se a la comunitat gai". En una entrevista de 1975, recordava: "Vaig portar arrossegament perquè pensava que era una manera de demostrar que era gai. Ara ha canviat, però a principis dels anys 50 hi havia bàsicament dos tipus de dones als bars gai: l'anomenada butch. els de cabell curt i vestit masculí senzill i els anomenats femenins amb vestits i tacons alts i maquillatge. Sabia que els talons i el maquillatge no eren el meu estil personal, així que vaig pensar... Devia ser l'altre tipus!"

## Activisme 50-60's

### Daughters of Bilitis
El 1956, Gittings va viatjar a Califòrnia seguint el consell de Donald Webster Cory, per visitar l'oficina de la nova ONE, Inc., una organització homòfila primerenca que es va dedicar a donar suport als homosexuals als USA. Mentre estava a Califòrnia, va conèixer Phyllis Lyon i Del Martin, que havien cofundat les Daughters of Bilitis (DOB) a San Francisco. A la seva primera reunió Gittings va plantejar l'obscuritat del nom, que pensava que era poc pràctic, difícil de pronunciar i escriure, fent referència a un personatge bisexual de ficció, ni tan sols homosexual.
L'any 1958, Martin i Lyon van demanar a Gittings que comencés una seu a la ciutat de Nova York, fent una crida al butlletí de la Mattachine Society on demanava "totes les dones de l'àrea de Nova York que estiguin interessades a formar part d'un un capítol del DOB" el 20 de setembre de 1958. Gittings va ser la primera presidenta de la secció durant tres anys, des de 1958 fins a 1961, any en què va conèixer Kay Lahusen.
El 1982, Gittings recordaria: "Em vaig unir al moviment el 1958, quan el tema de l'homosexualitat encara estava envoltat d'un silenci total. No hi havia programes de ràdio ni documentals de televisió. A tots els Estats Units, potser hi havia mitja dotzena de grups, dues-centes persones actives en total."] Les Daughters of Bilitis van servir com una alternativa social als bars per a lesbianes, però van tenir molta cura de negar que estiguessin "organitzant 'contactes immorals'".
Gittings va admetre que les primeres reunions i escrits a Daughters of Bilitis van instar els seus membres a no molestar la societat heterosexual dominant; que la integració i l'acceptació es guanyarien si els heterosexuals poguessin veure que els gais i les lesbianes no eren tant diferents d'ells mateixos. Va treballar en llocs d'oficina durant aquest temps, passant deu anys com a operadora de mimeografia per a un despatx d'arquitectes. El capítol de Nova York del DOB va distribuir un butlletí a unes 150 persones, i Gittings hi va treballar mentre se l'obligava a romandre hores extraordinàries a la seva feina. L'any 1959, després d'utilitzar sobres de l'empresa per enviar el butlletí i cobrir el nom de l'empresa amb un adhesiu, algú va denunciar a l'empresa que s'estava distribuint un butlletí sobre el lesbianisme. Gittings estava segura que l'acomiadarien, però la seva cap, no la va acomiadar, advertint-li que tingués més cura.

### The Ladder
De 1963 a 1966, va editar la revista de l'organització, The Ladder, seguint tant Lyon com Martin com a editors amb un perfil apolític Gittings va quedar impressionada per com la seva influència com a editora va afectava la revista i les opinions dels seus lectors. "Vaig descobrir el poder de la premsa, el poder de posar el que vols per influir en els lectors", va dir.
A la convenció de 1963 de les recentment creades Organitzacions Homòfils de la Costa Est, el públic va sentir que un orador anomenat Dr. Albert Ellis els va dir que l'homosexualitat era una psicòpatia. Després va parlar, l'activista gai Frank Kameny, que va impressionar a Gittings amb el seus plantejaments que és inútil intentar trobar cures i causes per a l'homosexualitat, ja que no hi ha proves vàlides que es tracti d'una malaltia. Gittings va dir: "El meu pensament no va canviar fins que va aparèixer Frank Kameny i va dir de manera clara, ferma i inequívoca que l'homosexualitat no és cap mena de malaltia o malaltia o trastorn o mal funcionament, és totalment a l'alçada de l'heterosexualitat... De sobte em vaig trobar. que mirava les coses que havien passat en el passat des d'una perspectiva molt diferent i estava prenent una posició que divergia cada cop més de les posicions del DOB."
Gittings va començar a implementar canvis a The Ladder que incloïen afegir "A Lesbian Review" sota el títol de la portada i substituir els dibuixos de la portada per fotografies de lesbianes reals, sovint fetes per la seva parella, Kay Lahusen. Gittings va distribuir The Ladder en sis llibreries de Nova York i Filadèlfia, i una botiga de Greenwich Village va mostrar la revista de manera destacada, venent 100 còpies al mes. L'enfocament de la revista també es va traslladar a abordar qüestions més controvertides per despertar el debat, que conduirien a considerar l'eduació de la societat o prendre un activisme polític

### Protestes
Gittings va participar en moltes de les primeres accions LGBT als Estats Units, coneguts com Aldarulls de Stonewall. El 1965, Gittings va marxar a les primeres línies de piquets gai a la Casa Blanca, al Departament d'Estat dels Estats Units i a l'Independence Hall de Filadèlfia per protestar contra la política del govern federal sobre la discriminació dels homosexuals, amb un cartell que deia " La preferència sexual és irrellevant per a l'ocupació federal." Els homes que van acceptar fer piquetes havien de portar vestits i corbates, i les dones que hi van participar havien de portar vestits, talons i mitges per tal que semblin ocupables pel govern federal. Les reaccions dels transeünts van ser variades. Un turista que va presenciar la manifestació va comentar: "Encara no m'ho crec. Algú està fent broma". Un estudiant de secundària atordit va assenyalar: "Tots semblen tan normals" Gittings recordaria: "Va ser arriscat i estàvem espantats.Els piquets no eren una tàctica popular en aquell moment. I la nostra causa semblava estranya fins i tot per a la majoria de la gent gai".
De 1965 a 1969, ella i Frank Kameny van dirigir l'Anual Reminder, amb piquets a l'Independence Hall de Filadèlfia el 4 de juliol, fins a arribar als Aldarulls de Stonewall el juny de 1969. Després dels aldarulls, la Desfilada de l'Orgull commemorant els disturbis va ocupar el seu lloc. Les diferències en la posició política de Gittings i el lideratge del DOB van començar a mostrar-se, arribant a la seva culminació el 1966 quan va ser destituïda com a editora de The Ladder.
El novembre de 1967, Gittings i Kameny van treballar junts com a coadvocats en audiències celebrades pel Departament de Defensa per desacreditar un perit anomenat Dr. Charles Socarides, que va declarar que els homosexuals es podien convertir a l'heterosexualitat, i per posar en dubte la política mantinguda. pel Departament de Defensa que els empleats homosexuals podrien ser acomiadats per ser anomenats com a homosexuals Al final del seu interrogatori, es va eliminar Socarides de les llistes de perits del Departament
Gittings faria centenars d'aparicions com a oradora a finals de la dècada de 1960. Va continuar amb la seva missió de convèncer tant als heterosexuals com als homosexuals que l'homosexualitat no és una malaltia.

## Activisme 70's

### American Library Association
A la dècada de 1970, Gittings va continuar la seva recerca de recursos a les biblioteques que abordaven l'homosexualitat d'una manera positiva i solidària. En abordar la seva recerca de la millora dels materials per a gais i lesbianes a les biblioteques, va dir: "Durant anys vaig cercar biblioteques i llibreries de segona mà intentant trobar històries per llegir sobre la meva gent, i després em vaig fer activa en altres àmbits del món. moviment pels drets dels homosexuals, però sempre vaig estar atenta a la literatura emergent... Es va començar a parlar d'homosexuals que estaven sans, feliços i saludables i que tenien una bona vida... Això em va sonar a glòria: biblioteques, llibres gai! "
Gittings va trobar acollida al grup gai que es va formar el 1970 a l'American Library Association (ALA) el primer caucus gai d'una associació professional, i es va convertir en la seva coordinadora el 1971. Va impulsar la visibilitat de l'ALA per obtenir més visibilitat per als gais i lesbianes en la professió. A la convenció de l'ALA a Dallas del 1971 es va plantar sota la pancarta "Abraça a un homosexual", amb un costat "només dones" i un costat "només homes" Quan ningú les atenia, ella i l'autora de Patience and Sarah Alma Routsong (pseudònim: Isabel Miller) es van fer un petó davant les càmeres de televisió. Part de la reacció va ser negativa però va servir per posar en el mapa al col·lectiu als mitjans de comunicació."

### American Psychiatric Association
El 1972, Gittings i Kameny van organitzar una discussió amb l'Associació Americana de Psiquiatria titulada "Psyquiatry: Friend or Foe to Homosexuals: A Dialogue", on un grup de psiquiatres havia de parlar sobre l'homosexualitat. Quan la parella de Gittings, Kay Lahusen, es va adonar que tots els psiquiatres eren heterosexuals, va protestar. El moderador del panel, el doctor Kent Robinson, va acceptar afegir un psiquiatre gai si en trobaven. Un psiquiatre de Filadèlfia finalment va acceptar aparèixer al panell disfressat, i amb un micròfon que distorsionava la veu, anomenant-se "Dr. H. Anonymous". Era John E. Fryer, i va parlar de com es va veure obligat a estar a l'armari mentre practicava psiquiatria. Gittings va llegir en veu alta cartes de psiquiatres que havia sol·licitat que es van negar a presentar-se per por a l'ostracisme professional, descrivint l'esdeveniment com a "transformador".
L'any 1973, l'homosexualitat va ser eliminada del Manual de Diagnòstic i Estadística (DSM) com a trastorn mental, i Gittings ho va celebrar en ser fotografiada amb els titulars dels diaris de Filadèlfia, "Twenty Million Homosexuals Gain Instant Cure".
Gittings va passar 16 anys treballant en biblioteques i fent campanyes per introduir materials positius de temàtica gai i lesbiana a les biblioteques i per eliminar la censura i la discriminació laboral. Va escriure Gays in Library Land: The Gay and Lesbian Task Force of the American Library Association: The First Sixteen Years., una breu història del grup. Ajudà a iniciar el que aleshores s'anomenava National Gay Task Force, que més tard s'anomenarà National Gay and Lesbian Task Force (NGLTF) el 1973. Gittings va servir al consell de la NGLTF durant la dècada de 1980, i va inspirar les infermeres a formar la Gay Nurses Alliance el 1973. Més tard va impulsar exposicions a les convencions de l'APA el 1972, 1976 i 1978, la seva última va ser "Gay Love: Good Medicine" que retratava els gais com a feliços i sans.

## Llegat
Gittings ha aparegut a les pel·lícules documentals Gay Pioneers, Before Stonewall, After Stonewall, Out of the Past, i Pride Divide.
El 1999, Gittings va ser homenatjada per les seves contribucions a la causa LGBT al setè PrideFest America, a Filadèlfia. L'organització va descriure Gittings com "la Rosa Parks del moviment dels drets civils gais i lesbianes".
El 2001, l'Aliança Gai i Lesbiana contra la Difamació (GLAAD) va honrar a Gittings atorgant-li el primer Premi Barbara Gittings, destacant la dedicació a l'activisme.
El 2001, la Biblioteca Pública de Filadèlfia va anunciar la seva col·lecció Barbara Gittings de llibres dedicats a temàtica gai i lesbiana. Hi ha més de 2000 articles a la col·lecció, la segona col·lecció de llibres gais i lesbianes més gran dels USA, fora de la de la Biblioteca Pública de San Francisco.
Com a reconeixement a les contribucions de Gittings a la promoció de la literatura gai i lesbiana, l'any 2002 la Taula Rodona Gai, Lesbiana, Bisexual i Transgènere de l'ALA va rebatejar un dels seus tres premis de llibres com a Stonewall Book Award-Barbara Gittings Literature Award.
El 2003, l'ALA la va premiar amb el seu major tribut, com a membre honorífica de per vida.
La biblioteca principal de la Universitat de Massachusetts Amherst va rebre una donació de més de 1.000 llibres de Gittings i Lahusen el 2007; anomenada com a col·lecció de llibres gais de Gittings-Lahusen